# 오메가엑스
오메가엑스(OMEGA X)는 아이피큐 소속으로 2021년 6월 30일에 데뷔한 대한민국의 11인조 보이 그룹이다.
현재 멤버 휘찬, 세빈, 한겸, 태동은 병역을 이행 중에 있으며 7인 체제로 팀 활동 중에 있다.

## 구성원
| 이름  | 소개 |
| ----- | --- |
| 재한  | - 본명 : 김재한 - 생년월일 : 1995년 7월 1일(29세) - 출생지 : 대한민국 부산광역시 북구 - 학력 : 성도고등학교 졸업 - 특이사항 : 스펙트럼 멤버                                   |
| 휘찬  | - 본명 : 이휘찬 - 생년월일 : 1996년 4월 18일(29세) - 출생지 : 대한민국 - 특이사항 : 리미트리스 멤버                                                                           |
| 세빈  | - 본명 : 장세빈 - 생년월일 : 1996년 4월 24일(29세) - 출생지 : 대한민국 서울특별시 중구 신당동 - 학력 : 대경대학교 실용음악과 학사 - 특이사항 : 스누퍼 멤버                    |
| 한겸  | - 본명 : 송한겸 - 생년월일 : 1996년 7월 17일(28세) - 출생지 : 대한민국 서울특별시 동대문구 장안동 - 학력 : 동국대학교사범대학 부속 고등학교 졸업 - 특이사항 : 세븐어클락 멤버 |
| 태동  | - 본명 : 김태동(金泰東) - 생년월일 : 1999년 11월 7일(25세) - 출생지 : 대한민국 경기도 여주시 - 학력 : 명지대학교 사회교육원 실용무용과 중퇴 - 특이사항 : 기동대 프리데뷔 멤버 |
| XEN   | - 본명 : 이진우(李眞佑) - 생년월일 : 1998년 2월 20일(27세) - 출생지 : 대한민국 경상북도 경산시 - 특이사항 : 원팀 멤버                                                         |
| 제현  | - 본명 : 문제현(文帝賢) - 생년월일 : 1999년 4월 20일(26세) - 출생지 : 대한민국 서울특별시 - 학력 : 글로벌사이버대학교 방송연예과 - 특이사항 : 원팀 멤버                       |
| KEVIN | - 본명 : 박진우(朴眞祐) - 생년월일 : 2000년 1월 12일(25세) - 출생지 : 대한민국 - 특이사항 : 이엔오아이 멤버                                                                   |
| 정훈  | - 이름 : 한정훈(韓政訓) - 생년월일 : 2000년 2월 14일(25세) - 출생지 : 대한민국 - 특이사항 : 이엔오아이 멤버                                                                   |
| 혁    | - 본명 : 양혁(梁爀) - 생년월일 : 2000년 3월 15일(25세) - 출생지 : 대한민국 - 특이사항 : 이엔오아이 멤버                                                                       |
| 예찬  | - 본명 : 신예찬(申藝燦) - 생년월일 : 2001년 5월 14일(24세) - 출생지 : 대한민국 - 특이사항 : 원더나인 멤버                                                                     |

## 음반

### 정규
- 2022년 6월 15일 《낙서(樂서):Story Written in Music》

### EP
- 2021년 6월 30일 《VAMOS》
- 2022년 1월 5일 《LOVE ME LIKE》
- 2023년 11월 7일 《iykyk》

### 싱글
- 2021년 9월 6일 《WHAT'S GOIN' ON》

## 수상 목록

### 시상식
- 2022년 하이원 서울가요대상 남자신인상